# Catalunya – Bulgària (23-12-1997)
La selecció catalana de futbol disputà un partit amistós contra la selecció de Bulgària el 23 de desembre de 1997 a l'Estadi de Montjuïc de Barcelona, davant de 35.300 espectadors, que acabà amb empat 1-1.

## Fitxa tècnica
| Catalunya      | 1 - 1                | Bulgària                  |
| -------------- | -------------------- | ------------------------- |
| Dani Garcia 6' | Mundo Deportivo Avui | 34' (p.p.) Quique Álvarez |

| Catalunya | Bulgària |

| CATALUNYA:     |  |                  |  |  |
|                |  |                  |  |  |
| PO             |  | Toni Jiménez (c) |  |  |
| PO             |  | Francesc Arnau   |  |  |
| DF             |  | Alejo Indias     |  |  |
| DF             |  | Jaime Quesada    |  |  |
| DF             |  | Sergi Barjuan    |  |  |
| DF             |  | Lluís Carreras   |  |  |
| DF             |  | Quique Álvarez   |  |  |
| DF             |  | Miquel Soler     |  |  |
| CC             |  | Roger Garcia     |  |  |
| CC             |  | Albert Celades   |  |  |
| CC             |  | Toni Velamazán   |  |  |
| DV             |  | Gerard López     |  |  |
| DV             |  | Dani Garcia      |  |  |
| DV             |  | Raúl Tamudo      |  |  |
| DV             |  | Antoni Pinilla   |  |  |
| DV             |  | Jordi Cruyff     |  |  |
| DV             |  | Manuel Serrano   |  |  |
| Seleccionador: |  |                  |  |  |
| Pitxi Alonso   |  |                  |  |  |

| BULGÀRIA:      |  |                       |  |  |
|                |  |                       |  |  |
| PO             |  | Radostin Stanev       |  |  |
| PO             |  | Zdravko Zdravkov      |  |  |
| DF             |  | Radostin Kishishev    |  |  |
| DF             |  | Ivaylo Petkov         |  |  |
| DF             |  | Adalbert Zafirov      |  |  |
| DF             |  | Georgi Antonov        |  |  |
| CC             |  | Zlatko Iànkov         |  |  |
| CC             |  | Ilia Gruev            |  |  |
| CC             |  | Anatoli Nankov        |  |  |
| CC             |  | Daniel Borimirov      |  |  |
| CC             |  | Georgi Bachev         |  |  |
| CC             |  | Milen Petkov          |  |  |
| DV             |  | Ilian Iliev           |  |  |
| DV             |  | Hristo Yovov          |  |  |
| DV             |  | Svetoslav Todorov     |  |  |
| DV             |  | Krassimir Balakov (c) |  |  |
| DV             |  | Emil Kostadinov       |  |  |
| DV             |  | Liuboslav Pènev       |  |  |
| Seleccionador: |  |                       |  |  |
| Khristo Bónev  |  |                       |  |  |